# Бакшис, Повилас
Повилас Бакшис (лит. Povilas Bakšys; 21 октября 1901, м. Корвис, Виленский уезд, — июнь 1973 г.) — капитульный викарий, управляющий Кайшядорской и Паневежской епархиями католической церкви в Литве.

## Биография
Родился в семье портного. Отец: Пятрас Ионович Бакшис, мать: Юлия Ионовна (урожд. Судейко). В 1909 г. семья переехала в дер. Скоминай Вилькомирского уезда, где глава семьи имел 4 га земли.
В 1909—1915 гг. Бакшис учился в начальной школе м. Пашиле и в четырехклассной городской гимназии в Укмерге.
В период немецкой оккупации 1915—1918 гг. работал учителем в дер. Алионис Укмергского уезда.
В 1918—1923 гг. учился в литовской гимназии г. Укмерге.
В 1924 г. поступил в Каунасскую духовную семинарию и окончил её в 1930 г.
С 25 августа 1930 г. по 5 января 1931 г. работал преподавателем богословия, математики и естествознания в Тедрайчяе Молетайского района.
С 6 января 1931 г. по 15 июня 1931 г. в Молетай викарием, преподавателем богословия и латинского языка в четырехклассной школе.
С 15 июня 1931 г. по 23 апреля 1934 г. — настоятель прихода Дубингяй в Молетайском районе.
С 23 апреля 1934 г по 28 августа 1934 г. был настоятелем в Желва Укмергского района.
С 29 августа 1934 г. по сентябрь 1935 г. был викарием и преподавателем богословия в школах г. Кайшядорис.
С октября 1935 г. по август 1936 г. проживал в г. Кайшядорис как больной-иждивенец.
С августа 1936 г. по 23 апреля 1938 г. — настоятель в приходе Неманюнай Пренайского района.
С 1938 г. по 1950 г. был настоятелем в Даугай.
С 23 января 1950 г. по 6 марта 1959 г. работал в Каунасской курии канцлером Кайшядорской епархии. С 6 марта 1959 г. в Вевисе — канцлером Кайшядорской епархии.
С 13 июня 1962 г. — управляющий Кайшядорской епархии, а с 13 марта 1963 г. — Паневежской епархии. Являлся капитульным викарием обеих епархий.